# Jani Khel (distrikt i Paktika)
Jani Khel är ett distrikt i Afghanistan. Det ligger i provinsen Paktika, i den centrala delen av landet, 220 kilometer söder om huvudstaden Kabul.
Distriktet beräknades år 2022 ha cirka 38 000 invånare.